# James McIlroy (sebész)
James Archibald McIlroy (Ulster, 1879. november 3. – Surrey, 1968. július 27.) brit sebész, hajóorvos. Hírnevét annak köszönheti, hogy 1914 és 1916 között részt vett Ernest Shackleton birodalmi transzantarktiszi expedíciójában, amiért megkapta a Polar Medal kitüntetés ezüst fokozatát.
A Birminghami Egyetemen szerezte meg orvosi diplomáját, majd a helyi Erzsébet királynő Kórházban dolgozott egy rövid ideig. A következő éveket orvosként külföldön töltötte, praktizált Egyiptomban és Japánban is, majd hajóorvosként a Nyugat-Indiákon.
1914-ben csatlakozott Shackleton expedíciójához, mint hajóorvos, és további feladatául kapta a magukkal vitt szánhúzó kutyák egy csoportjának a kiképzését is. Az expedíció célja az lett volna, hogy átszelje az Antarktiszt, a terv azonban kudarcba fúlt, amikor hajójuk belefagyott a Weddell-tengerbe és elsüllyedt. Ezután hónapokon keresztül éltek jégtáblákon, majd kikötöttek az Elefánt-szigeten, ahonnan újabb hónapok múlva mentették ki őket. A szigeten töltött idő alatt ő és az expedíció másik orvosa Alexander Macklin az igen mostoha körülmények és a szegényes felszerelés ellenére sikeres operációt hajtottak végre egyik társukon, Perce Blackborrown, akinek – mivel elfagytak – amputálni kellett egyik lábán az összes lábujjat.
Szabadulásuk után, mivel még tartott az első világháború, orvosként lépett be a hadseregbe, és súlyosan megsebesült Ypresnél. A háború után jelentkezett Shackleton következő expedíciójába, azonban ez az út sem volt sikeres, mert Shackleton a Déli-Georgia-szigeteken elhunyt. Bár az utat folytatták Frank Wild vezetése alatt, a kitűzött célt nem érték el.
A második világháborúban is hajóorvosként szolgált az SS Oronsay nevű hajón, amikor azt torpedótalálat érte és elsüllyedt Nyugat-Afrika partjainál. McIlroy néhány társával 5 napig hánykolódott egy csónakban, amikor egy francia hajó megmentette őket. A háború után is megmaradt hajóorvosnak, még 78 éves korában is ebben a munkakörben dolgozott. 88 évesen hunyt el Angliában. Soha nem nősült meg, családja nem volt.